# Ентоні Джошуа — Джермейн Франклін
Бій Ентоні Джошуа — Джермейн Франклін (англ. Anthony Joshua vs Jermaine Franklin), з назвою Новий світанок (англ. New Dawn) — професійний боксерський поєдинок між колишнім 2-разовим чемпіоном у важкій вазі Ентоні Джошуа і Джермейном Франкліном. Бій відбувся 1 квітня 2023 року на О2 Арені у Гринвічі (Лондон). Ентоні Джошуа здобув перемогу за одностайним рішенням суддів.

## Передумови
Ентоні Джошуа програв у двох останніх поєдинках, обидва з яких були проти Олександра Усика. Франклін зазнав першої поразки у своїй професійній кар'єрі, поступившись Ділліану Вайту. Проте, рішення цього бою було суперечливим: багато хто вважав, що бій повинен був закінчитися нічиєю або перемогою Франкліна.
Ентоні Джошуа вів переговори з Тайсоном Ф'юрі про бій у листопаді або грудні, проте домовленості так і не було досягнуто  через проблеми зі спонсорами, а Ф'юрі натомість вирішив битися з Дереком Чісорою. Тепер Джошуа планує провести бій з Франкліном першим поєдинком у рамках своєї угоди з DAZN.

## Статистика
| Удари                 | Ентоні Джошуа | Джермейн Франклін |
| --------------------- | ------------- | ----------------- |
| Точні удари           | 117           | 58                |
| Спроби                | 376           | 426               |
| Відсоток              | 31%           | 14%               |
| Точні джеби           | 57            | 21                |
| Спроби джебів         | 225           | 241               |
| Відсоток              | 25%           | 9%                |
| Точні силові панчі    | 60            | 37                |
| Спроби силових панчів | 151           | 185               |
| Відсоток              | 40%           | 20%               |
| Джерело:              |               |                   |